# Större vårtbitare
Större vårtbitare, Decticus verrucivorus, är en art i insektsordningen hopprätvingar som tillhör familjen vårtbitare, Tettigoniidae.
Det vetenskapliga artnamnet, verrucivorus, betyder översatt ungefär "den som äter vårtor", och syftar på att den förr sägs ha använts till att ta bort vårtor med.

## Kännetecken
Större vårtbitare har en kroppslängd på 25 till 45 millimeter, honorna större än hanarna. Dess habitat är främst gräsmarker, som ängar och hedar. Färgen på kroppen är vanligen grönaktig med mörka fläckar, men mer brunaktiga färgformer förekommer också.

## Utbredning
Utbredningsområdet omfattar större delen av Europa och tempererade delar av Asien, så långt österut som till Kina. Det vidsträcka utbredningsområdet och andra geografiska åtskillnader, såsom berg, mellan olika populationer har gjort att många underarter har utvecklats. I Sverige finns nominatformen, D. v. verrucivorus.

## Levnadssätt
Till levnadssättet är större vårtbitare en omnivor som främst är aktiv på dagen. Hanen stridulerar, det vill säga spelar, för att locka till sig honor i soligt väder. Sången är tydligt hörbar och består av ett upprepat ”zsi”.